# O Koblížkovi

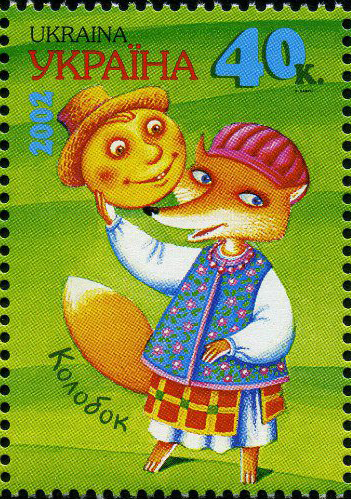

O Koblížkovi je tradiční slovanská pohádka. Hlavní postavou příběhu je oživlá kobliha jménem Koblížek.

## Děj
Koblížka upeče stařena se svým mužem, poté Koblížek ožije a uteče z domova, aby ho staroušci nesnědli. Koblížek se na útěku potkává se zvířátky (zajíc, vlk a medvěd), kteří ho chtějí sníst, ale Koblížek pokaždé uteče, přitom se s nimi zapojuje do diskuse a svůj útěk vysvětluje induktivně: „Utekl jsem babičce, utekl jsem dědečkovi a tobě také uteču!“ Nakonec se ho podaří chytnout mazané lišce.

## Další varianty
Tato pohádka není známá jen v českém folklóru, ale v celé východoslovanské vypravěčské tradici, například na Ukrajině nebo v Rusku je známá pod názvem Kolobok, který se ovšem nepodává na sladko, spíše jako houska.